# Willy Kyrklund

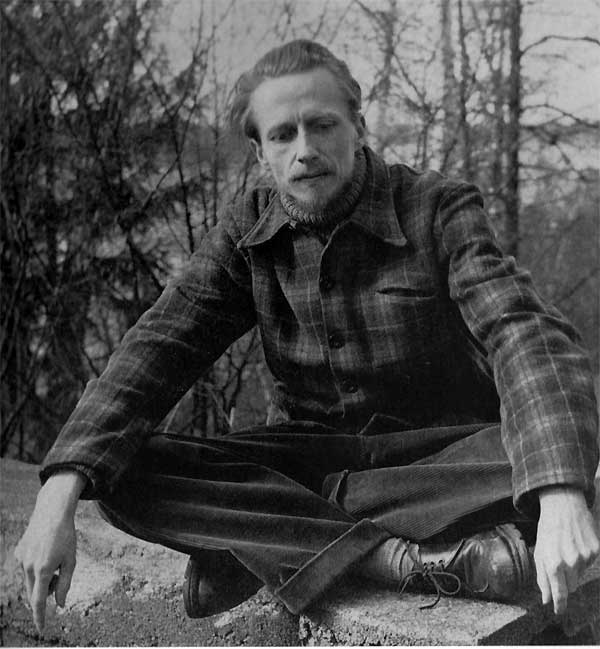
Willy Kyrklund

Paul Wilhelm "Willy" Kyrklund (Helsinki, 27 februari 1921 - Uppsala, 27 juni 2009)  was een Fins-Zweeds schrijver.

## Levensloop
Kyrklund was van Finse afkomst en was de zoon van een ingenieur. Na zijn middelbare studies, verhuisde zijn familie naar Zweden, waar hij Chinees, Russisch en wiskunde studeerde. Hij hield zich ook bezig met codering. Zijn fictiewerk werd beïnvloed door het modernisme. Zijn eerste novelles lijken surrealistisch, met een verhaal dat een band heeft met het symbolisme en met een mengeling van bittere ironie, verzoening en vervreemding. Terugkerende thema's zijn de onmacht, waar goed en kwaad elkaar ontmoeten in een niet te bevatten schaal van grijs. Toch slaagt Kyrklund er in om zijn personages af te schilderen met veel empathie, maar steeds op afstand. Hij gebruikt thema's uit de bijbel en uit de oudheid. Zijn werk werd vertaald in het Frans, Duits en het Fins.
In 1999 ontving hij de Zweedse koninklijke onderscheiding Litteris et Artibus.